# Kelurahan Pasir Putih
Kelurahan Pasir Putih is een bestuurslaag in het regentschap Bungo van de provincie Jambi, Indonesië. Kelurahan Pasir Putih telt 9820 inwoners (volkstelling 2010).